# 선정의 마음
선정의 마음(팔리어: jhāna cittas 자-나 찟따)은 특히 상좌부의 교학과 아비담마 그리고 수행에서 사용하는 용어로, 선정 상태의 마음, 즉, 색계 마음 · 무색계 마음 · 출세간의 마음을 통칭하는 낱말이다. 욕계 · 색계 · 무색계 · 출세간의 총 121가지 마음 중 다음의 67가지 마음을 말한다.
- 색계 마음 15가지 一 누적 15가지
  - 색계 유익한 마음 5가지
  - 색계 과보의 마음 5가지
  - 색계 작용만 하는 마음 5가지
- 무색계 마음 12가지 一 누적 27가지
  - 무색계 유익한 마음 4가지
  - 무색계 과보의 마음 4가지
  - 무색계 작용만 하는 마음 4가지
- 출세간의 마음 40가지 一 누적 67가지
  - 출세간의 유익한 마음 20가지
  - 출세간의 과보의 마음 20가지

## 표
| 선정        | 선정           | 세간의 마음 | 세간의 마음 | 세간의 마음      | 출세간의 마음           | 출세간의 마음           | 합계 | 총계 |
| 선정        | 선정           | 유익한 마음 | 과보의 마음 | 작용만 하는 마음 | 유익한 마음 (도의 마음) | 과보의 마음 (과의 마음) | 합계 | 총계 |
| 색계 마음   | 초선           | 유익한      | 과보의      | 작용만 하는      | 예류도                  | 예류과                  | 11   | 55   |
| 색계 마음   | 초선           | 유익한      | 과보의      | 작용만 하는      | 일래도                  | 일래과                  | 11   | 55   |
| 색계 마음   | 초선           | 유익한      | 과보의      | 작용만 하는      | 불환도                  | 불환과                  | 11   | 55   |
| 색계 마음   | 초선           | 유익한      | 과보의      | 작용만 하는      | 무학도                  | 무학과                  | 11   | 55   |
| 색계 마음   | 제2선          | 유익한      | 과보의      | 작용만 하는      | 예류도                  | 예류과                  | 11   | 55   |
| 색계 마음   | 제2선          | 유익한      | 과보의      | 작용만 하는      | 일래도                  | 일래과                  | 11   | 55   |
| 색계 마음   | 제2선          | 유익한      | 과보의      | 작용만 하는      | 불환도                  | 불환과                  | 11   | 55   |
| 색계 마음   | 제2선          | 유익한      | 과보의      | 작용만 하는      | 무학도                  | 무학과                  | 11   | 55   |
| 색계 마음   | 제3선          | 유익한      | 과보의      | 작용만 하는      | 예류도                  | 예류과                  | 11   | 55   |
| 색계 마음   | 제3선          | 유익한      | 과보의      | 작용만 하는      | 일래도                  | 일래과                  | 11   | 55   |
| 색계 마음   | 제3선          | 유익한      | 과보의      | 작용만 하는      | 불환도                  | 불환과                  | 11   | 55   |
| 색계 마음   | 제3선          | 유익한      | 과보의      | 작용만 하는      | 무학도                  | 무학과                  | 11   | 55   |
| 색계 마음   | 제4선          | 유익한      | 과보의      | 작용만 하는      | 예류도                  | 예류과                  | 11   | 55   |
| 색계 마음   | 제4선          | 유익한      | 과보의      | 작용만 하는      | 일래도                  | 일래과                  | 11   | 55   |
| 색계 마음   | 제4선          | 유익한      | 과보의      | 작용만 하는      | 불환도                  | 불환과                  | 11   | 55   |
| 색계 마음   | 제4선          | 유익한      | 과보의      | 작용만 하는      | 무학도                  | 무학과                  | 11   | 55   |
| 색계 마음   | 제5선          | 유익한      | 과보의      | 작용만 하는      | 예류도                  | 예류과                  | 11   | 55   |
| 색계 마음   | 제5선          | 유익한      | 과보의      | 작용만 하는      | 일래도                  | 일래과                  | 11   | 55   |
| 색계 마음   | 제5선          | 유익한      | 과보의      | 작용만 하는      | 불환도                  | 불환과                  | 11   | 55   |
| 색계 마음   | 제5선          | 유익한      | 과보의      | 작용만 하는      | 무학도                  | 무학과                  | 11   | 55   |
| 무색계 마음 | 공무변처정     | 유익한      | 과보의      | 작용만 하는      |                         |                         | 3    | 12   |
| 무색계 마음 | 식무변처정     | 유익한      | 과보의      | 작용만 하는      |                         |                         | 3    | 12   |
| 무색계 마음 | 무소유처정     | 유익한      | 과보의      | 작용만 하는      |                         |                         | 3    | 12   |
| 무색계 마음 | 비상비비상처정 | 유익한      | 과보의      | 작용만 하는      |                         |                         | 3    | 12   |
| 합계        |                | 9           | 9           | 9                | 20                      | 20                      |      | 67   |
| 총계        |                | 27          | 27          | 27               | 40                      | 40                      | 67   | 67   |

## 목록
- 색계 마음 一 15가지 一 누적15가지
      - 색계 유익한 마음 一 5가지 一 누적 5가지
                     1. 일으킨 생각 · 지속적 고찰 · 희열 · 행복 · 집중이 함께하는 초선의 유익한 마음
    2. 지속적 고찰 · 희열 · 행복 · 집중이 함께하는 제2선의 유익한 마음
    3. 희열 · 행복 · 집중이 함께하는 제3선의 유익한 마음
    4. 행복 · 집중이 함께하는 제4선의 유익한 마음
    5. 평온 · 집중이 함께하는 제5선의 유익한 마음

  - 색계 과보의 마음 一 5가지 一 누적 10가지
                     1. 일으킨 생각 · 지속적 고찰 · 희열 · 행복 · 집중이 함께하는 초선의 과보의 마음
    2. 지속적 고찰 · 희열 · 행복 · 집중이 함께하는 제2선의 과보의 마음
    3. 희열 · 행복 · 집중이 함께하는 제3선의 과보의 마음
    4. 행복 · 집중이 함께하는 제4선의 과보의 마음
    5. 평온 · 집중이 함께하는 제5선의 과보의 마음

  - 색계 작용만 하는 마음 一 5가지 一 누적 15가지
                     1. 일으킨 생각 · 지속적 고찰 · 희열 · 행복 · 집중이 함께하는 초선의 작용만 하는 마음
    2. 지속적 고찰 · 희열 · 행복 · 집중이 함께하는 제2선의 작용만 하는 마음
    3. 희열 · 행복 · 집중이 함께하는 제3선의 작용만 하는 마음
    4. 행복 · 집중이 함께하는 제4선의 작용만 하는 마음
    5. 평온 · 집중이 함께하는 제5선의 작용만 하는 마음

- 무색계 마음 一 12가지 一 누적 27가지
      - 무색계 유익한 마음 一 4가지 一 누적 19가지
                     1. 공무변처의 유익한 마음
    2. 식무변처의 유익한 마음
    3. 무소유처의 유익한 마음
    4. 비상비비상처의 유익한 마음

  - 무색계 과보의 마음 一 4가지 一 누적 23가지
                     1. 공무변처의 과보의 마음
    2. 식무변처의 과보의 마음
    3. 무소유처의 과보의 마음
    4. 비상비비상처의 과보의 마음

  - 무색계 작용만 하는 마음 一 4가지 一 누적 27가지
                     1. 공무변처의 작용만 하는 마음
    2. 식무변처의 작용만 하는 마음
    3. 무소유처의 작용만 하는 마음
    4. 비상비비상처의 작용만 하는 마음

- 출세간의 마음 一 40가지 一 누적 67가지
	  - 출세간의 유익한 마음 一 20가지 一 누적 47가지
			    - 예류도의 마음 一 5가지 一 누적 32가지
					      1. 일으킨 생각 · 지속적 고찰 · 희열 · 행복 · 집중이 함께하는 초선의 예류도의 마음
      2. 지속적 고찰 · 희열 · 행복 · 집중이 함께하는 제2선의 예류도의 마음
      3. 희열 · 행복 · 집중이 함께하는 제3선의 예류도의 마음
      4. 행복 · 집중이 함께하는 제4선의 예류도의 마음
      5. 평온 · 집중이 함께하는 제5선의 예류도의 마음

    - 일래도의 마음 一 5가지 一 누적 37가지
					      1. 일으킨 생각 · 지속적 고찰 · 희열 · 행복 · 집중이 함께하는 초선의 일래도의 마음
      2. 지속적 고찰 · 희열 · 행복 · 집중이 함께하는 제2선의 일래도의 마음
      3. 희열 · 행복 · 집중이 함께하는 제3선의 일래도의 마음
      4. 행복 · 집중이 함께하는 제4선의 일래도의 마음
      5. 평온 · 집중이 함께하는 제5선의 일래도의 마음

    - 불환도의 마음 一 5가지 一 누적 42가지
					      1. 일으킨 생각 · 지속적 고찰 · 희열 · 행복 · 집중이 함께하는 초선의 불환도의 마음
      2. 지속적 고찰 · 희열 · 행복 · 집중이 함께하는 제2선의 불환도의 마음
      3. 희열 · 행복 · 집중이 함께하는 제3선의 불환도의 마음
      4. 행복 · 집중이 함께하는 제4선의 불환도의 마음
      5. 평온 · 집중이 함께하는 제5선의 불환도의 마음

    - 아라한도의 마음 一 5가지 一 누적 47가지
					      1. 일으킨 생각 · 지속적 고찰 · 희열 · 행복 · 집중이 함께하는 초선의 아라한도의 마음
      2. 지속적 고찰 · 희열 · 행복 · 집중이 함께하는 제2선의 아라한도의 마음
      3. 희열 · 행복 · 집중이 함께하는 제3선의 아라한도의 마음
      4. 행복 · 집중이 함께하는 제4선의 아라한도의 마음
      5. 평온 · 집중이 함께하는 제5선의 아라한도의 마음

  - 출세간의 과보의 마음 一 20가지 一 누적 67가지
			    - 예류과의 마음 一 5가지 一 누적 52가지
					      1. 일으킨 생각 · 지속적 고찰 · 희열 · 행복 · 집중이 함께하는 초선의 예류과의 마음
      2. 지속적 고찰 · 희열 · 행복 · 집중이 함께하는 제2선의 예류과의 마음
      3. 희열 · 행복 · 집중이 함께하는 제3선의 예류과의 마음
      4. 행복 · 집중이 함께하는 제4선의 예류과의 마음
      5. 평온 · 집중이 함께하는 제5선의 예류과의 마음

    - 일래과의 마음 一 5가지 一 누적 57가지
					      1. 일으킨 생각 · 지속적 고찰 · 희열 · 행복 · 집중이 함께하는 초선의 일래과의 마음
      2. 지속적 고찰 · 희열 · 행복 · 집중이 함께하는 제2선의 일래과의 마음
      3. 희열 · 행복 · 집중이 함께하는 제3선의 일래과의 마음
      4. 행복 · 집중이 함께하는 제4선의 일래과의 마음
      5. 평온 · 집중이 함께하는 제5선의 일래과의 마음

    - 불환과의 마음 一 5가지 一 누적 62가지
					      1. 일으킨 생각 · 지속적 고찰 · 희열 · 행복 · 집중이 함께하는 초선의 불환과의 마음
      2. 지속적 고찰 · 희열 · 행복 · 집중이 함께하는 제2선의 불환과의 마음
      3. 희열 · 행복 · 집중이 함께하는 제3선의 불환과의 마음
      4. 행복 · 집중이 함께하는 제4선의 불환과의 마음
      5. 평온 · 집중이 함께하는 제5선의 불환과의 마음

    - 아라한과의 마음 一 5가지 一 누적 67가지
					      1. 일으킨 생각 · 지속적 고찰 · 희열 · 행복 · 집중이 함께하는 초선의 아라한과의 마음
      2. 지속적 고찰 · 희열 · 행복 · 집중이 함께하는 제2선의 아라한과의 마음
      3. 희열 · 행복 · 집중이 함께하는 제3선의 아라한과의 마음
      4. 행복 · 집중이 함께하는 제4선의 아라한과의 마음
      5. 평온 · 집중이 함께하는 제5선의 아라한과의 마음

## 같이 보기
- 3계9지
- 4선
- 5선
- 4무색정
- 고귀한 마음
- 세간
- 세간의 마음
- 아름다운 마음
- 출세간